# Symplocos pilosiuscula
Symplocos pilosiuscula är en tvåhjärtbladig växtart som beskrevs av August Brand. Symplocos pilosiuscula ingår i släktet Symplocos och familjen Symplocaceae. Inga underarter finns listade i Catalogue of Life.